# Oxyrhachis fastigata
Oxyrhachis fastigata är en insektsart som beskrevs av Capener 1962. Oxyrhachis fastigata ingår i släktet Oxyrhachis och familjen hornstritar. Inga underarter finns listade i Catalogue of Life.